# Рекорды высоты восхождения
В истории альпинизма отмечалось два типа рекордов высоты восхождения. Собственно мировой рекорд высоты восхождения (англ. world altitude record) отмечал любую точку на поверхности Земли с наибольшей высотой над уровнем моря, которую удавалось достичь (независимо от того, являлась ли эта точка вершиной какой-либо горы или нет). А мировой рекорд высоты вершины (англ. world summit record) — более узкое понятие — обозначал высоту над уровнем моря именно вершины горы, на которую удавалось совершить успешное восхождение. Чаще всего эти термины используются применительно к истории альпинизма в Гималаях и Каракоруме, хотя, по данным современных исследований, исторически первые рекорды высоты восхождения были установлены в Андах, а покорители Гималаев превзошли их только в XX веке.
В первой половине XX века и рекорды высоты восхождения, и рекорды высоты вершины постоянно обновлялись — до 29 мая 1953 года, когда было совершено первое подтверждённое успешное восхождение на вершину Джомолунгмы и установлен абсолютный рекорд в обеих номинациях; превзойти его на Земле уже невозможно по причине отсутствия более высоких гор.

## XIX век и ранее

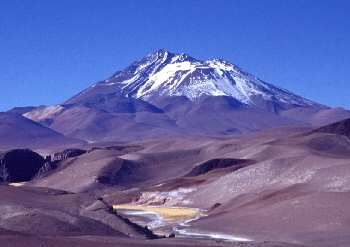
Вулкан Льюльяйльяко был покорён инками задолго до того, как европейцы начали свои восхождения на высочайшие вершины

Европейские географические исследования Гималаев начались в XIX веке; первыми известными людьми, ступившими в этот регион, стали геодезисты — участники Великого тригонометрического исследования. В 1850-х и 1860-х годах они, делая топосъёмку, покорили десятки пиков выше 6100 метров над уровнем моря, и несколько вершин, превышающих 6400 метров. По имевшимся сведениям, в те времена это была наибольшая высота над уровнем моря, на которую когда-либо восходил человек.
Однако последующие археологические исследования показали неправильность таких представлений. На вершине вулкана Льюльяйльяко, на высоте 6739 метров над уровнем моря были обнаружены мумифицированные тела троих детей, датируемые приблизительно 1500 г. н.э.: это оказались жертвоприношения инков. Восходили ли древние инки на высочайшие вершины Анд, достоверно неизвестно: этому нет прямых доказательств. Но на вершинном гребне горы Аконкагуа был найден скелет гуанако. Вряд ли это животное могло само зайти в такое место: его явно привели туда люди, и нельзя исключать, что первовосхождение на высочайшую вершину Америки (6962 м н.у.м.) было совершено не в 1897 году, а гораздо раньше, ещё в доколумбовы времена.
В то же время, яки в Гималаях были замечены на высоте до 6100 метров над уровнем моря, а летняя снеговая линия может доходить до 6500 метров. Представляется вполне реальным, что местные жители могли подниматься до этих высот в поисках дичи на охоте, а в поисках новых торговых путей — ещё выше. Но гималайцы не селились на такой высоте, и ничто не свидетельствует о том, что они предпринимали попытки восхождений на вершины своих гор до прихода европейцев.
Многие ранние заявления о мировых рекордах высоты восхождения можно поставить под сомнение потому, что геодезические и географические исследования труднодоступных высокогорных местностей в те времена были ещё недостаточными; многие высоты над уровнем моря были измерены неточно или ошибочно, и были исправлены последующими экспедициями. Например, в 1862 году один «халаси» (индийский ассистент Великого тригонометрического исследования) поднялся на вершину горы Шилла — наивысшую точку Химачал-Прадеша. Тогда её измеренная высота над уровнем моря составляла более 7000 метров, но это оказалось ошибкой: новые измерения показали, что эта высота — 6111 м н.у.м. Через три года Уильям Джонсон (англ. William Johnson), также участвовавший в Великом тригонометрическом исследовании, заявил, что поднялся до высоты 7284 метра над уровнем моря во время своего незаконного похода на территорию Китая — однако гора, которую он покорил, оказалась высотой 6710 метров.

## Семитысячники

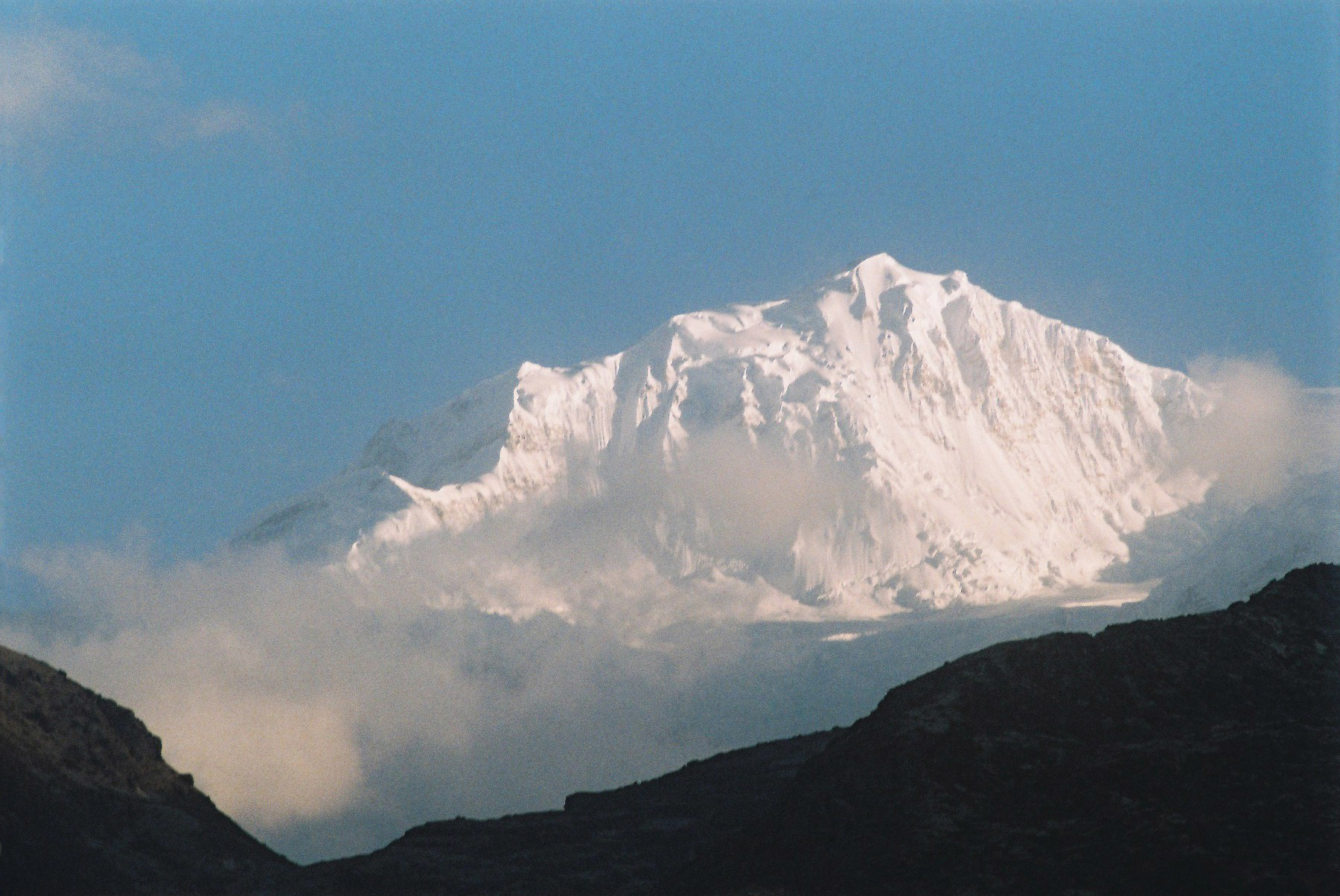
Возможно, Грэм, Босс и Кауфман в 1883 году не дошли всего девять метров (по вертикали) до вершины горы Кабру; если это так, то они установили рекорд высоты, продержавшийся 26 лет.

Геодезисты восходили на вершины гор не ради самого восхождения, а потому, что это помогало проводить топосъёмку большой территории, находящейся в прямой видимости с вершин, перевалов и других возвышенностей. Первыми «чистыми альпинистами» в Гималаях в 1883 году стали английский барристер Уильям Грэм (англ. William Graham) и двое швейцарцев: владелец отеля Эмиль Босс (Emil Boss) и горный проводник Ульрих Кауфман (Ulrich Kaufmann). Годом ранее Грэм совершил первовосхождение на Дент дю Гент (англ. Dent du Géant), а Босс и Кауфман примерно в то же время — на гору Кука (Аораки) в Новой Зеландии. Эти же альпинисты заявляли о том, что им удалось взойти на Чангабанг (6864 м); а также почти получились восхождения на Дунагири (была достигнута высота около 6900 м н.у.м.) и восточную вершину горы Кабру (7338 м; до вершины не дошли около 9 м по вертикали) — но эти достижения не бесспорны. При том нет оснований обвинять Грэма, Босса и Кауфмана в умышленном обмане — скорее, они сами были введены в заблуждение имевшимися у них топографическими картами весьма низкого качества, по которым порой трудно было определить, на какую гору на самом деле поднимаешься. Также у них не было достаточно точных геодезических инструментов для измерения высоты над уровнем моря и относительной высоты, потому первопроходцы высоких Гималаев могли определять высо́ты на глаз или даже выдавать желаемую высоту за действительную. В частности, их описание Чангабанга настолько отличалось от реальной горы, что вызвало сомнения почти сразу же, а в 1955 году уже никем не воспринималось всерьёз.
А восхождение этой же команды на восточную вершину Кабру было отвергнуто не столь быстро, потому что их описания видов на Джомолунгму, которые открываются с той вершины, казались весьма убедительными. Тем не менее, само восхождение было описано Грэмом недостаточно чётко, а заявленная скорость восхождения и отсутствие существенных проявлений высотной болезни говорят, скорее, о том, что вместо Кабру они на самом деле покорили другой, менее высокий пик в тех же местах.
Вместе с тем, в последующие годы ряд альпинистов — Дуглас Фрешфилд, Норман Колли (англ. Norman Collie), Эдмунд Гарвуд (англ. Edmund Garwood), Карл Рубенсон (Carl Rubenson), Том Лонгстафф (англ. Tom Longstaff) и, позднее, Уолт Ансуорт — поддерживали заявления Грэма, Босса и Кауфмана и считали их восхождения реальными, а не вполне определённые описания местности объясняли тем, что если человек увлечён именно альпинизмом, а не научными исследованиями, то для него важнее попасть на вершину, нежели сделать максимально точные измерения и написать подробные достоверные отчёты. В настоящее время, когда уже удалось подняться на вершину Джомолунгмы без кислородных баллонов за один день, высотные восхождения Грэма, Босса и Кауфмана представляются осуществимыми. В 2009 году в «Альпийском журнале» (англ. Alpine Journal) была опубликована пылкая статья Уилли Бласера (Willy Blaser) и Глина Хьюза (Glyn Hughes), в которой авторы отстаивали действительность тех первых гималайских восхождений, а также утверждали, что критическое отношений Грэма и Босса к картам Гархвальских Гималаев привело к многолетней вражде.
Если Грэм, Босс и Кауфман на самом деле были на восточной вершине Кабру в 1883 году — это стало наибольшим из их альпинистских достижений: мировой рекорд высоты восхождения, который последующие двадцать шесть лет никому не удавалось превзойти.
Так или иначе, следующая заявка на такой мировой рекорд была сделана через девять лет Мартином Конвейем (англ. Martin Conway) в связи с его экспедицией в Каракорум в 1892 году. Совместно с Маттиасом Цурбриггеном и Чарльзом Брюсом, Конвей предпринял попытку восхождения на Балторо Кангри, и 25 августа достиг неглавной вершины, которую он назвал Пионерским Пиком (англ. Pioneer Peak). Барометр показал высоту в 22600 футов (6900 метров), и Конвей округлил её до 23000 футов (более 7000 метров). Однако, по данным последующих, более точных измерений, высота Пионерского Пика составляет всего 6501 метр над уровнем моря.
14 января 1897 года Матиас Цурбригген совершил первое задокументированное восхождение на вершину Аконкагуа (6962 м). Если не учитывать спорные восхождения Босса и Грэма, это стало мировым рекордом — и высоты, и вершины.
Прошло ещё несколько лет, прежде чем рубеж в 7000 метров над уровнем моря был достоверно преодолён. В июле 1905 года альпинист Том Джордж Лонгстафф (англ. Tom George Longstaff), горные проводники из Курмайора Хенри Брокерел и Алексис Брокерел (итал. Alexis Brocherel), а также шесть местных носильщиков, предприняли попытку восхождения на пик Гурла-Мандхата. Дойти до вершины им не удалось, но достигнутая высота над уровнем моря составила, по разным данным, от 7000 до 7300 метров; это выше, чем вершина Аконкагуа.
В 1907 году Лонгстафф с теми же проводниками — братьями Бокерел — вернулся в Гималаи и возглавил экспедицию на Нандадеви, однако и здесь не смог добраться до главной вершины через «кольцо» окружающих её горных пиков; вместо этого 12 июня состоялось восхождение на Трисул. Высота вершины этой горы — 7120 метров над уровнем моря — уже была точно известна, и это восхождение никем не оспаривалось — таким образом, оно стало новым достоверным рекордом и высоты восхождения, и высоты вершины.
Рекорд высоты восхождения (но не вершины) был побит через несколько месяцев: 20 октября 1907 г., когда норвежцы Карл Рубенсон и Монрад Аас (Monrad Aas) оказались всего на 50 метров ниже восточной вершины Кабру (7338 м); примечательно, что Карл Рубенсон себя первовосходителем не считал и верил, что Грэм, Босс и Кауфман побывали на этой вершине на 24 года раньше

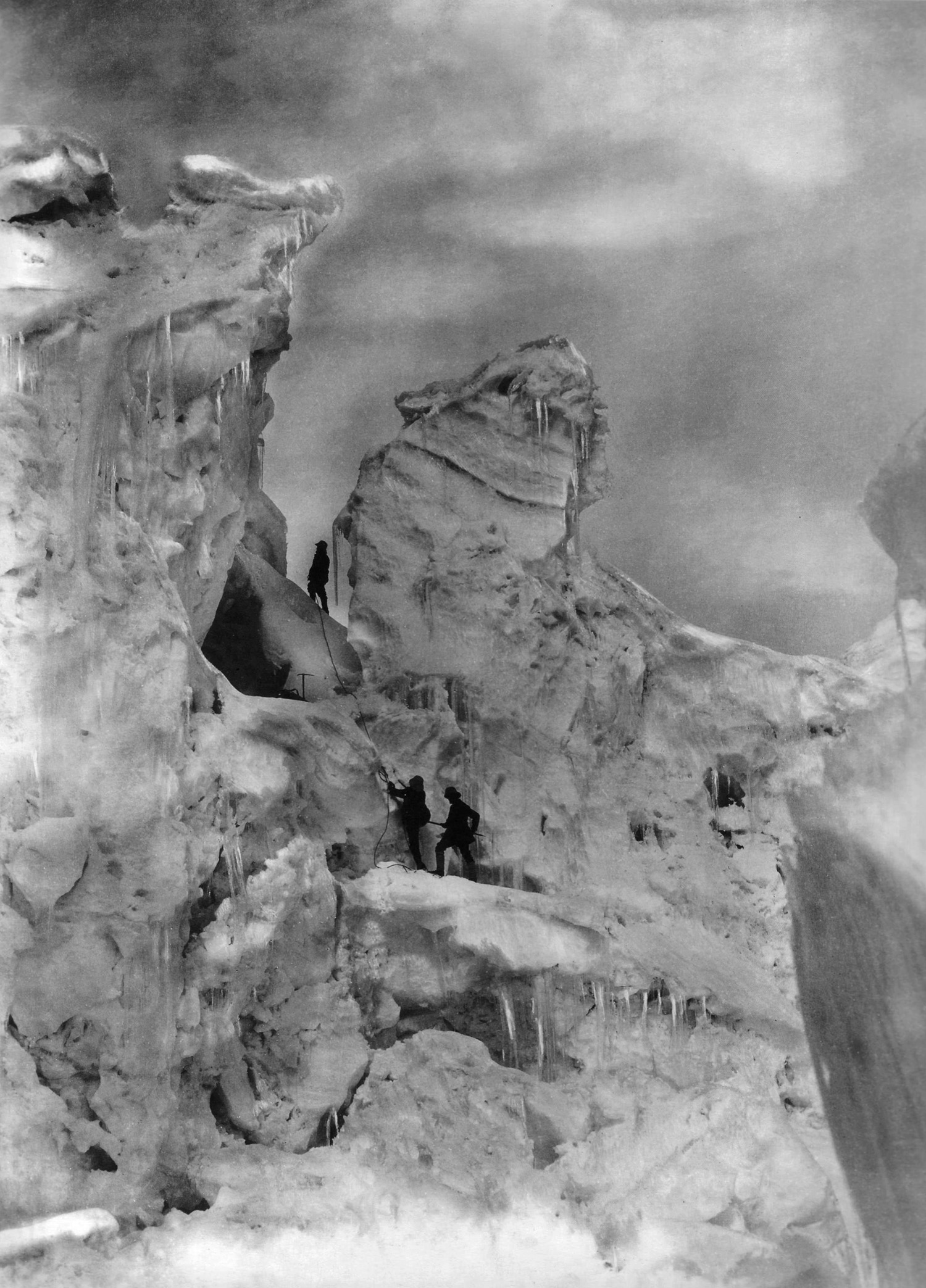
Луиджи Амедео и его проводники взбираются на ледопад на горе Чоголиза.

Бесспорный новый рекорд высоты восхождения был поставлен в 1909 году экспедицией Луиджи Амедео в Каракоруме. После неудачи на К2 он предпринял попытку покорения Чоголизы, и на высоте около 7500 метров над уровнем моря прервал восхождение из-за слабой видимости, ухудшившихся погодных условий и угрозы обрушения снежного карниза.
А бесспорный рекорд вершины (но не высоты) был улучшен на 8 метров 14 июня 1911 года А. М. Келласом с двумя шерпами: Сони (Sony) и «братом шерпа Туни» (англ. Tuny's brother), когда они совершили первовосхождение на вершину Паухунри (англ. Pauhunri) (по современным измерениям, 7128 м над уровнем моря), расположенную на границы Сиккима и Тибета. Правда, до конца XX века высота этой вершины была занижена и считалась равной 7065 м, и в результате этот рекорд был признан только через несколько десятилетий после восхождения.

## Британские экспедиции на Джомолунгму
Мировой рекорд высоты восхождения снова был превышен только в ходе ранних британских экспедиций на Джомолунгму. Так, в ходе экспедиции 1922 года он был побит дважды. 20 мая Джордж Мэллори, Ховард Сомервелл (англ. Howard Somervell) и Эдвард Нортон поднялись на Северный гребень Джомолунгмы, и без использования баллонного кислорода достигли высоты 8170 метров над уровнем моря, первыми в мире перешагнув восьмикилометровый рубеж. Через три дня Джордж Финч (англ. George Finch) и Джеффри Брюс (англ. Geoffrey Bruce), с использованием кислородных баллонов, поднялись тем же маршрутом ещё выше: до 8320 м н.у.м., где кислородный прибор Брюса вышел из строя, и из-за этого пришлось прервать восхождение.

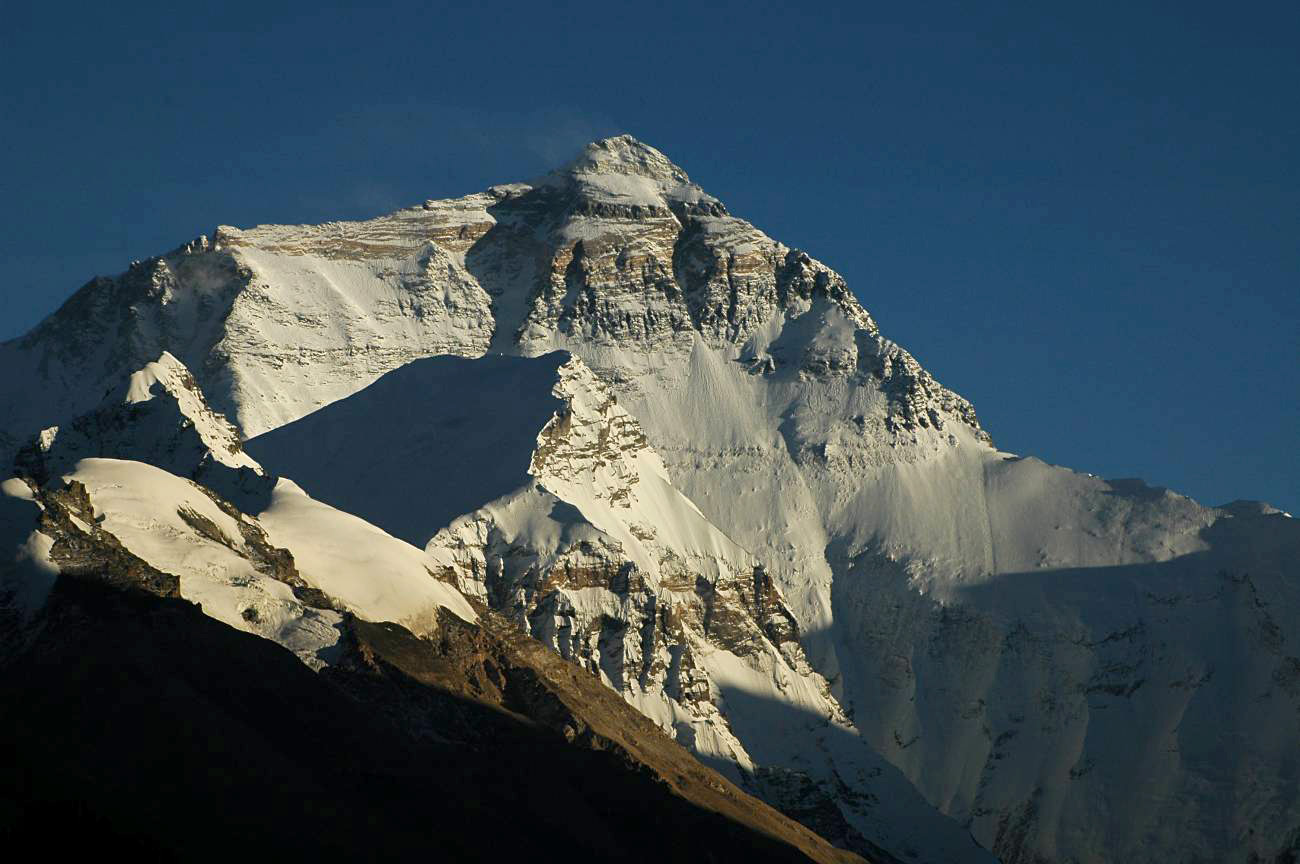
Северная стена Джомолунгмы, по которой пролегали маршруты британских экспедиций в 20-х и 30-х годах XX века

Следующая экспедиция на Джомолунгму состоялась в 1924 году, и британцы снова побили мировой рекорд высоты восхождения. 4 июня Эдвард Нортон поднялся по Большому кулуару до высоты 8570 м н.у.м.; его спутник Ховард Сомервелл достиг немного меньшей высоты (без кислородных приборов). Этот рекорд продержался много лет. С использованием кислородного прибора его достоверно удалось превзойти только в 1950-х годах, а без кислородного прибора — только в 1978 году.
Через три дня Джордж Мэллори и Эндрю Ирвин предприняли ещё одну попытку восхождения на вершину Джомолунгмы, завершившуюся трагически: альпинисты не вернулись в штурмовой лагерь и пропали без вести. Возможно, одному из них или обоим удалось побить рекорд Нортона или даже взойти на вершину — но это до сих пор не удалось достоверно выяснить (подробнее см. Поиски Мэллори и Ирвина).
В 1930-х годах состоялось ещё несколько британских экспедиций на Джомолунгму. В экспедиции 1933 года две группы восхождения (сначала Лоренс Вагер с Перси Вин-Харрисом, потом Франк Смит) дошли до примерно того же места, до которого девятью годами ранее поднялся Эдвард Нортон — но выше уже не смогли, и рекорд Нортона не улучшили.

## Другие экспедиции 1929-х — 1930-х годов

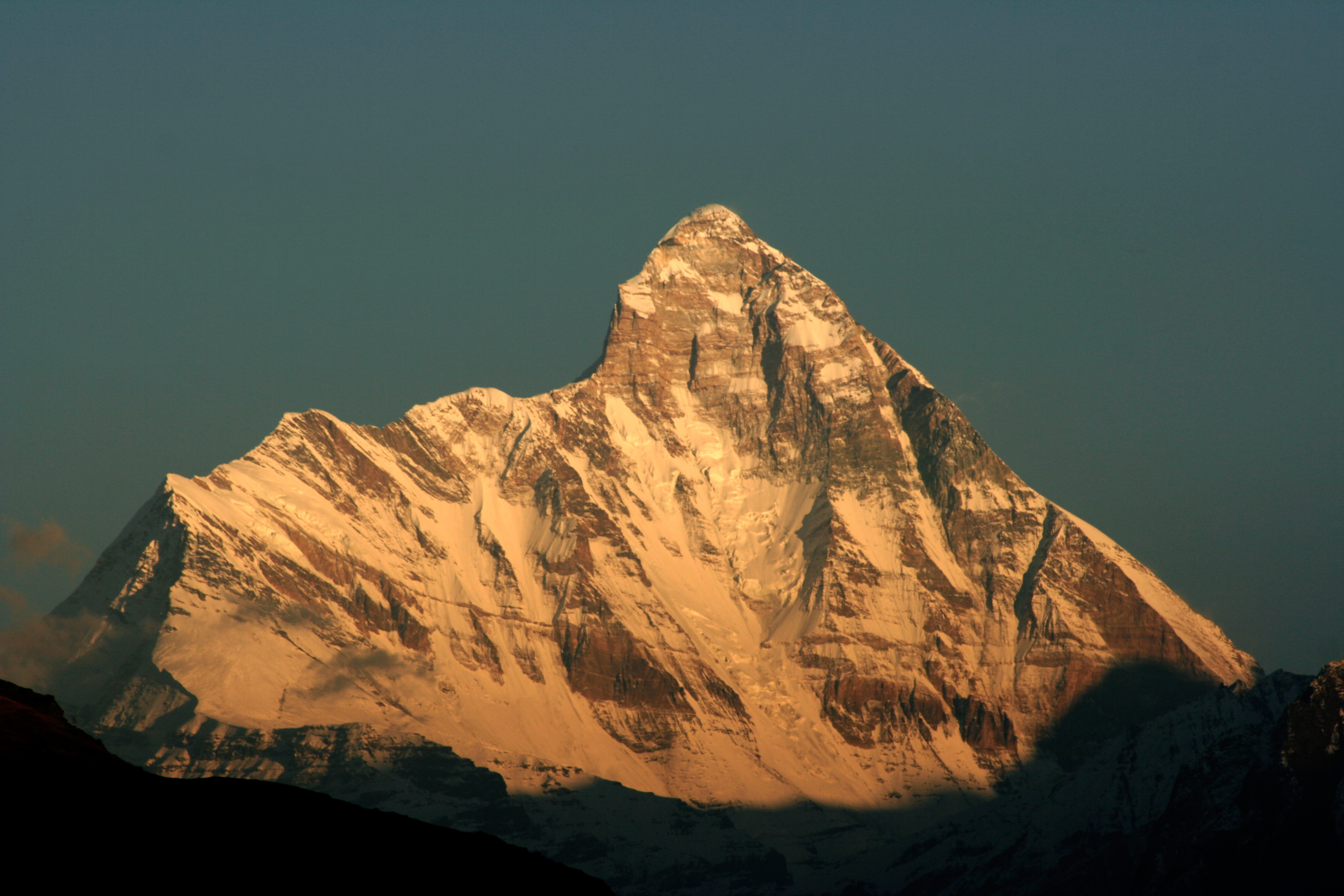
До Второй Мировой войны, Нанда Деви оставалась высочайшей из покорённых вершин.

Другие альпинисты также не смогли побить рекорд высоты восхождения, установленный Эдвардом Нортоном — вплоть до 1950-х годов. Однако рекорд высоты вершины в то же время обновился четыре раза.
Первый раз он был перекрыт всего на 6 метров, когда 15 сентября 1928 года немецкие альпинисты Карл Вин и Ойген Альвайн вместе с австрийским альпинистом и картографом Эрвином Шнайдером (нем. Erwin Schneider) совершили первовосхождение на Пик Ленина (тогда — Пик Кауфмана), достигнув 7134 метров над уровнем моря.
Второй раз мировой рекорд высоты вершины установила в 1930 году международная экспедиция на Канченджангу под руководством Гюнтера Оскара Диренфурта. Оставив попытки восхождения на саму Канченджангу после гибели одного из шерпов, участники той экспедиции покорили несколько соседних горных пиков. Самый высокий из них, Джонгсонг (7420 м по современным данным, по тогдашним — 7462), был покорён 3 июня Германом Хёрлином (нем. Hermann Hoerlin) и Эрвином Шнайдером.
В следующем, 1931 году, состоялось восхождение на более высокую вершину горы Камет — 7756 метров над уровнем моря. Его совершили 21 июня альпинисты Фрэнк Смит (англ. Frank Smythe), Эрик Шиптон (англ. Eric Shipton), Ромили Холдсуорт (англ. Romilly Holdsworth) и Лева Шерпа (Lewa Sherpa). Камет оказался первой вершиной выше 7500 метров над уровнем моря, на которую удалось взойти человеку.
И в последний раз перед Второй Мировой войной рекорд высоты покорённой вершины был побит 29 августа 1936 года Биллом Тильманом и Ноэлем Оделлом, взошедшими на Нандадеви (7816 м).

## 1950-е. Первый восьмитысячник и последний рекорд

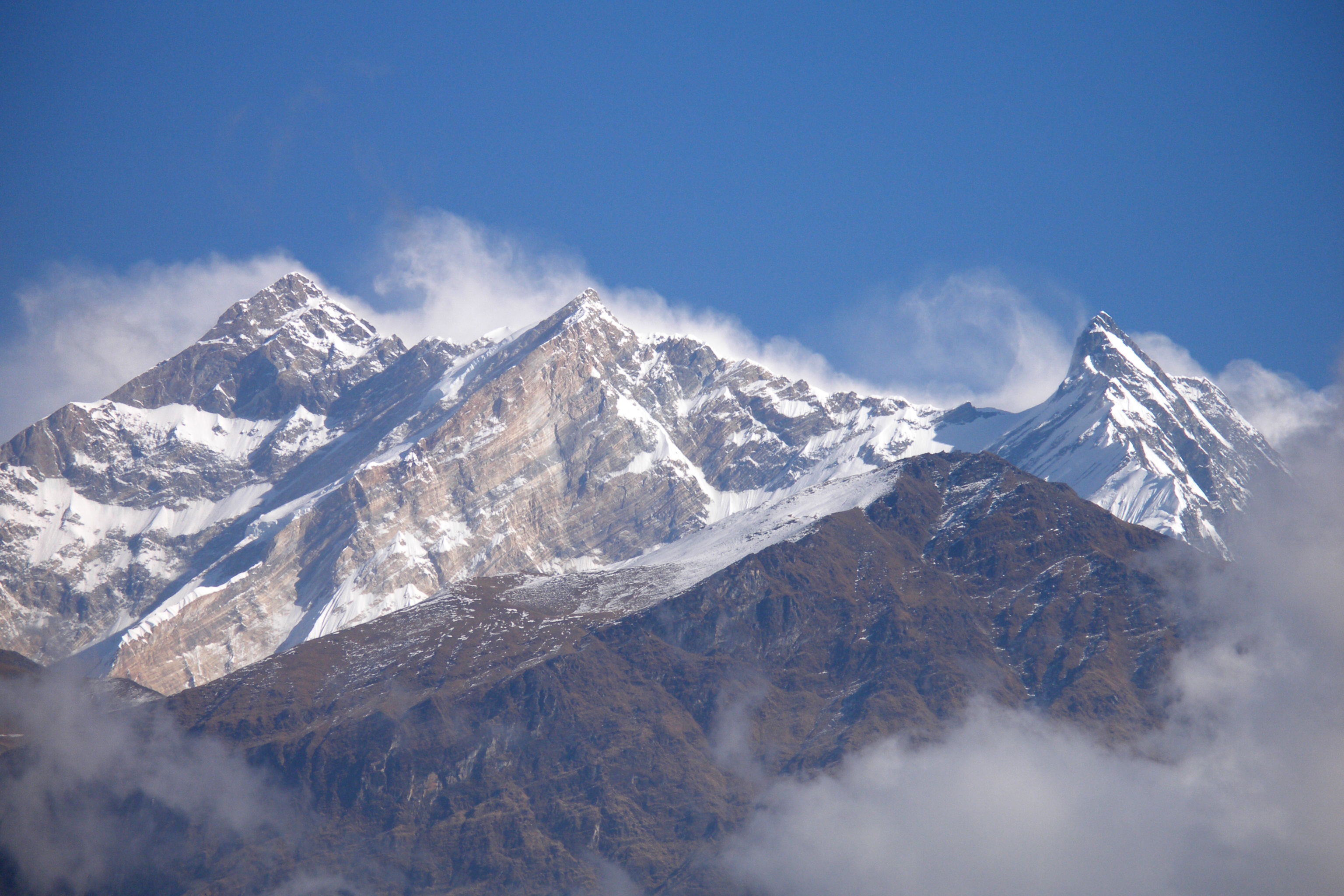
Аннапурна — первый покорённый восьмитысячник.

После Второй Мировой войны Непал, опасаясь китайской экспансии, стал искать союзников на Западе и открыл свои границы для иностранных туристов и альпинистов. Впервые стало возможным восхождение на многие ранее запретные горы, в том числе восхождение на Джомолунгму с южной стороны. Вскоре началась новая волна географических исследований и высотного альпинизма..
3 июня 1950 года французские альпинисты Морис Эрцог и Луи Лашеналь совершили первовосхождение на высочайшую вершину Аннапурны (8091 м), установив новый рекорд высоты покорённой вершины. Кроме того, Аннапурна I стала первым восьмитысячником, на вершину которого ступил человек. Альпинисты вернулись живыми, но получили сильное отморожение рук и ног, приведшее к утрате части пальцев.

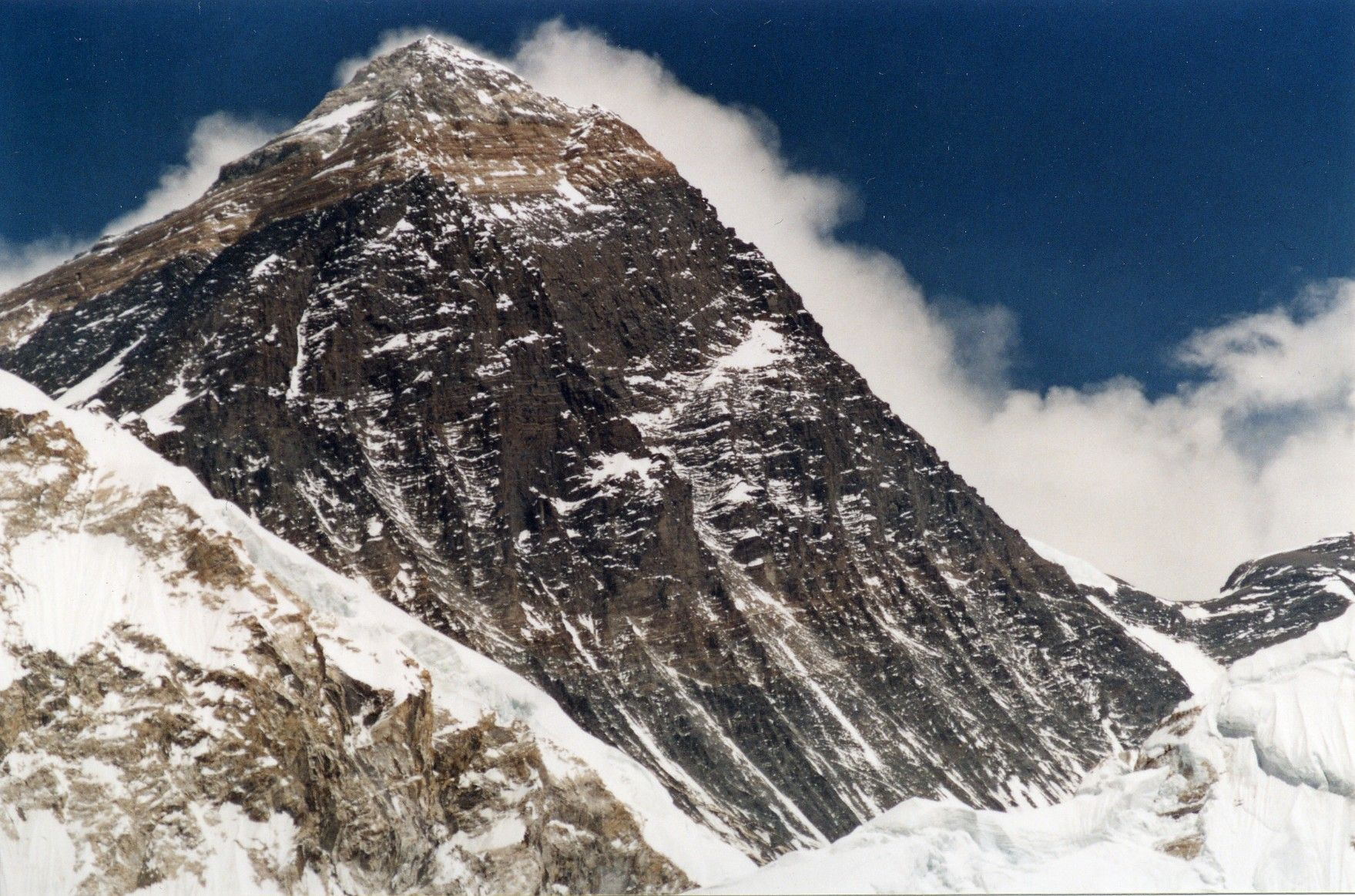
Верхние склоны Джомолунгмы. Юго-Восточный гребень, по которому пролегали маршруты экспедиций 1950-х годов — справа на горизонте. Ниже и правее главной вершины — южная вершина, пройденная незадолго до главной.

Новую попытку восхождения на вершину Джомолунгмы предприняла швейцарская экспедиция в 1952 году. Выше всех поднялись участники экспедиции Раймон Ламбер (фр. Raymond Lambert) и Тенцинг Норгей, которые 26 мая дошли до точки, лежащей примерно на 200 метров ниже Южной вершины Джомолунгмы — и прервали восхождение, поняв, что им не удастся дойти до вершины и обратно в течение светового дня. Достигнутая ими высота — примерно 8600 метров над уровнем моря — ненамного, но перекрыла рекорд Эдварда Нортона, установленный в 1924 году. Швейцарцы предприняли ещё несколько попыток восхождения в мае, а потом и осенью 1952 года (после окончания сезона муссонов) — но им так и не удалось ни взойти на вершину, ни даже превзойти достижение Ламбера и Норгея.
Джомолунгма была покорена в следующем, 1953 году. 26 мая Том Бурдийон (англ. Tom Bourdillon) и Чарльз Эванс (англ. Charles Evans) достигли Южной вершины (8760 м), что стало рекордом и высоты восхождения, и высоты вершины (если учитывать неглавные вершины тоже). Впрочем, этот рекорд продержался всего три дня.
29 мая 1953 года Эдмунд Хиллари и Тенцинг Норгей установили абсолютный мировой рекорд, взойдя на главную вершину Джомолунгмы (8848 метров над уровнем моря). Побить этот рекорд, оставаясь на Земле, уже невозможно — вершина Джомолунгмы является наивысшей точкой поверхности планеты. Впрочем, и это точка может ещё немного подняться над уровнем моря — из-за увеличения толщины снежного покрова и геологического поднятия Гималаев; в результате последующие восходители на Джомолунгму могут оказаться выше, чем первовосходители — но незначительно.

## Рекорды женщин-альпинистов

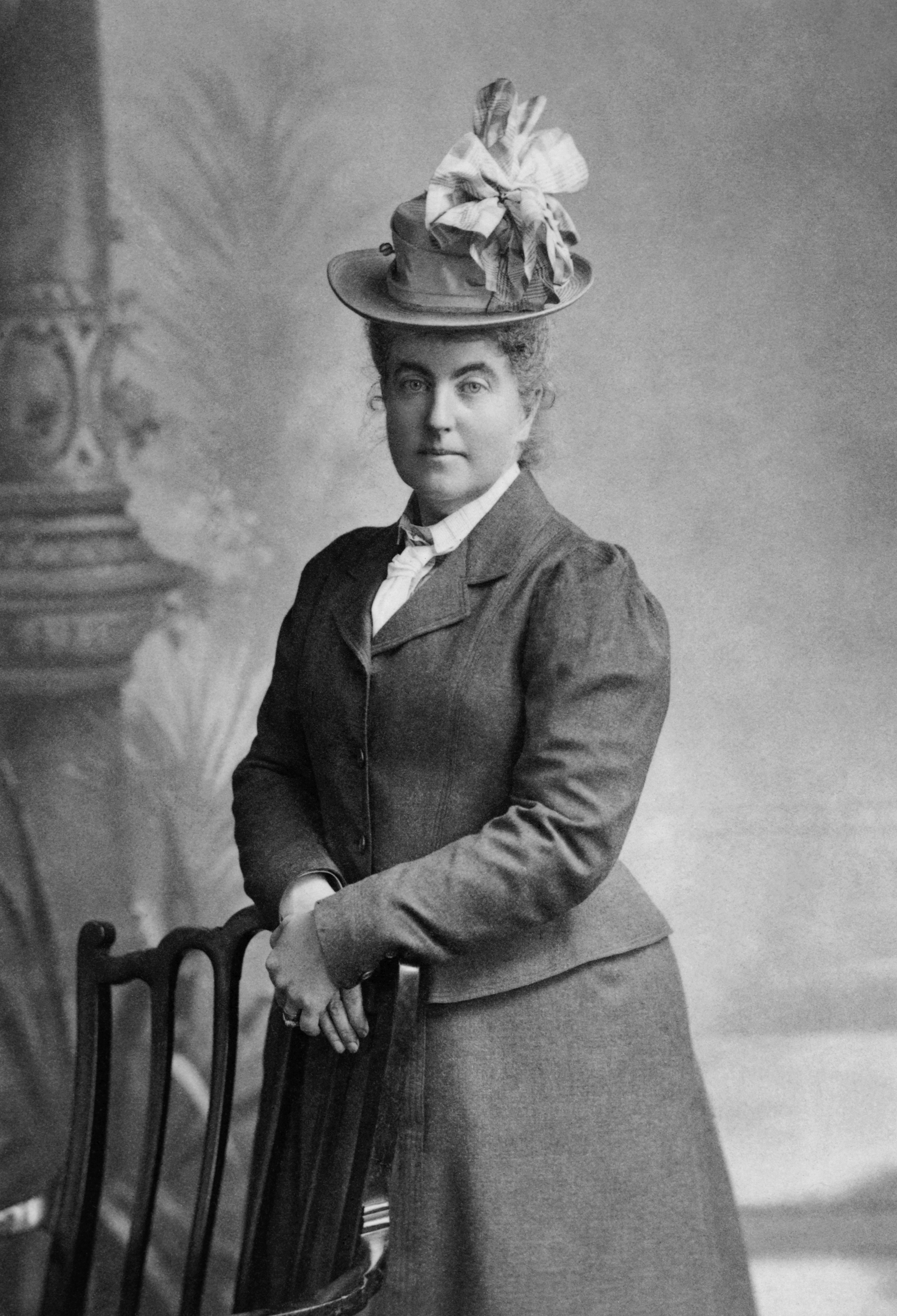
Фанни Буллок Уоркмен

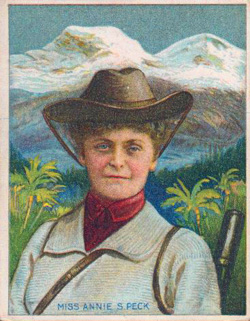
AnnieSmithPeckTradingCard

Ещё в начале XX века женщины-альпинисты были большой редкостью, и женские рекорды высоты восхождения отставали от мужских. Первой альпинисткой в Каракоруме, была Фанни Буллок Уоркмен, совершившая там множество восхождений, включая восхождение в 1906 году на Пик Пиннакль (англ. Pinnacle Peak) — неглавную вершину горного массива Нункун, 6930 метров над уровнем моря.
Первоначально считалось, что рекорд Фанни Уоркмен был побит другой альпинисткой — Энни Смит Пек, которая в 1908 году побывала на пике Уаскаран-Норте — северной вершине горы Уаскаран, чью высоту над уровнем моря Энни Пек считала большей, чем высоту Пика Пиннакль. Спор между альпинистками насчёт рекорда стал публичным скандалом, и кончился тем, что Фанни Уоркмен наняла команду геодезистов для точного измерения высоты Уаскаран-Норте. Эта высота оказалась 6648 метров — почти на 600 метров ниже, чем считала Энни Пек.
В 1934 году Хетти Дюренфурт (англ. Hettie Dhyrenfurth) стала первой альпинисткой, поднявшейся выше 7000 метров над уровнем моря при восхождении на Сиа Кангри (7442 м). Этот женский рекорд высоты восхождения продержался 20 лет. Только в 1954 году француженка Клод Коган достигла высоты примерно 7600 метров на Чо-Ойю. А в следующем году первая полностью женская альпинистская экспедиция прибыла в Гималаи и совершила первовосхождение на Пик Гялген (англ. Gyalgen Peak), 6700 метров над уровнем моря.
Первыми альпинистками, взявшими восьмитысячный рубеж высоты, в 1974 году стали японки Масако Ючида (Masako Uchida), Миэко Мори (Mieko Mori) и Наоко Макасэко (Naoko Makaseko), покорившие главную вершину горы Манаслу (8156 м). А через год другая японская альпинистка — Дзюнко Табэи — окончательно превзошла всех, став первой в мире женщиной, ступившей на вершину Джомолунгмы. Это произошло 16 мая 1975 года.
Были ещё случаи, когда женщина совершала первое восхождение на вершину. Рекорд высоты первовосхождения принадлежит польским альпинисткам Ванде Руткевич и Элисон Чедвик-Онышкевич (пол. Alison Chadwick-Onyszkiewicz), которые, вместе с двумя альпинистами-мужчинами, первыми ступили на вершину Гашербрум III (7952 м) в августе 1975 года.

## Список литературы
- Unsworth, Walt. Everest - The Mountaineering History. — 3rd. — Bâton Wicks, 2000. — 392 p. — ISBN 978-1-898573-40-1.
- Unsworth, Walt. Hold the Heights: The Foundations of Mountaineering. — Seattle: Mountaineers Books, 1994. — 392 p.